# Raft (Computerspiel)
Raft ist ein Computerspiel aus dem Jahr 2018, das von Redbeet Interactive entwickelt und von Axolot Games vermarktet wird.

## Spielprinzip
Das Spiel wird in der Egoperspektive gespielt und kann sowohl im Einzelspielermodus als auch Mehrspielermodus gespielt werden. Im Mehrspielermodus übernimmt ein Spieler die Rolle des Hosts, dem andere Spieler (Freunde auf der Videospielplattform Steam) beitreten können, und das Spiel findet im Koop-Modus statt.
Am Anfang startet der Spieler mit bis zu drei Mitspielern auf einem Floß mitten im Meer. Alles, was man besitzt, ist ein Haken, mit dem man Fässer, Holz, Palmwedel, Plastik und andere Gegenstände aus dem Wasser fischen kann. Der Spieler kann das Floß verlassen und schwimmend Gegenstände einsammeln, muss dann aber aufpassen, dass das Floß nicht in der Strömung wegtreibt oder die Spielfigur nicht von dem Hai getötet wird, der  sich immer in der Nähe des Floßes aufhält. Aus den gesammelten Inhalten kann der Spieler mittels eines Crafting-Systems neue Gegenstände zusammenbauen und erforschen sowie das Floß erweitern und verbessern. So lassen sich zum Beispiel Werkzeuge, Waffen und Netze herstellen, Steuerung und Lenkung des Floßes verbessern, technische Anlagen herstellen und rein optische Änderungen vornehmen.
Des Weiteren muss sich der Spieler die Grundbedürfnisse Hunger und Durst seiner Spielfigur stillen. Im Laufe des Spiels schwimmt das Floß öfter an Inseln vorbei, die der Spieler erforschen kann, um besondere Gegenstände zu erhalten. In Küstenregionen kann der Spieler tauchen und so spezielle Gegenstände einsammeln.
Raft hat eine Story, die für den Fortschritt im Spiel indispensabel ist. Durch Story-Inseln, welche man nacheinander erforschen kann, bekommt der Spieler Zugriff auf neue Gegenstände und Ressourcen.

## Entwicklung und Veröffentlichung
Raft stammt von drei schwedischen Studenten an der Universität Uppsala, die seit Ende 2016 an dem Spiel arbeiten. Am 23. Mai 2018 startete Raft im Steam-early-access-Programm. Zuvor wurde Raft auf der Indie-Plattform Itch.io vertrieben, wo es noch immer als kostenloser Download zur Verfügung steht. Eine Linux-Version wurde ab Version 1.05 aus Zeitgründen eingestellt. Nach zwei Wochen schaffte das Spiel es auf Platz 3 der meistgespielten Spiele auf Steam und hatte sich über 400.000 Mal verkauft. Neue Funktionen werden regelmäßig durch Updates hinzugefügt.
Für den Soundtrack des Spieles ist der deutsche Komponist Jannik Schmidt verantwortlich.
Am 4. Dezember 2024 wurde die Konsolenversion des Spiels für die Xbox Series und Playstation 5 veröffentlicht. Gleichzeitig wurde der PC-Version eine Controller-Steuerung und eine Crossplay-Funktion zugefügt.

## Rezeption
Bis Ende Mai 2017 wurde die Entwicklerversion über sieben Millionen Mal heruntergeladen. Die Website Polygon bezeichnet das Spiel als eines der erfolgreichsten Spiele auf Steam des Jahres 2018 und lobt den Mix aus Erkunden, Sammeln, Managen und Lernen. Bekanntheit erlangte das Spiel unter anderem durch zahlreiche Let’s Plays auf der Videoplattform YouTube.
Gegenüber PC Gamer gaben die Entwickler an, dass ein Grund für den Erfolg im Vergleich zu anderen Survival-Spielen, die in einer offenen Welt spielen, der begrenzte Bereich sein könnte. Aufgrund des Sandbox-Systems und des Settings auf offener See wird das Spiel auch mit Subnautica verglichen.
Auf Steam sind 93 % der 277.431 Rezensionen positiv.